# محمد أديب السلاوي
محمد السلاوي أندلسي المعروف بمحمد أديب السلاوي (18 سبتمبر 1939، فاس - 5 أغسطس 2020، طنجة) إعلامي وأديب وفنان تشكيلي مغربي.
له عدد من الأعمال في المجالات الإعلامية والثقافية والفنية، كما تقلد مناصب كثيرة في مجال التحرير والإعلام، وكان مستشارا في العديد من الوزارات، وتتلمذ على يده العديد من الباحثين.

## مسيرته
من مواليد مدينة فاس سنة 1939. تابع دراسته، بجامعة القرويين بفاس، وقام بعدة تداريب في الإعلام والصحافة، بمصر، ولبنان، وألمانيا الغربية.
اشتغل السلاوي من سنة 1961 إلى سنة 1983، محررا، وسكرتيرا للتحرير ومديرا للتحرير بعدة صحف مغربية، منها: جريدة الأنباء (صادرة عن وزارة الاتصال)، جريدة العلم (صادرة عن حزب الاستقلال)، جريدة الصحافة (مستقلة). كما عمل خلال هذه الفترة ملحقا ثقافيا بالمكتب الدائم للتعريب بالرباط (التابع لجامعة الدول العربية)، ومنسقا ومستشار للتحرير في مجلة اللسان العربي، الصادر عن مجاميع اللغة العربية.
كما عمل من سنة 1983 إلى سنة 1990 رئيسا للتحرير بمنظمة الطيران والفضاء البريطانية، وملحق إعلامي بإدارة التدريب الجوي، للقوات الجوية الملكية السعودية.
كما اشتغل أيضا مديرا رئيسا للتحرير بالجريدة الشعبية (حرة مستقلة) بالرباط، كما عمل من سنة 1997 إلى سنة 2004 مستشاراً في الإعلام والاتصال بوزارة المياه والغابات، ومستشار بوزارة الصيد البحري، ومستشار بوزارة التكوين المهني.
ومند سنة 2004 إلى سنة 2007 عمل منسقاً عام لجمعية الزاوية الخضراء للتربية والثقافة.

## أعماله
شارك السلاوي في تحرير العديد من المجلات الثقافية بالعالم العربي، منها: مجلة الآداب (بيروت)، مجلة المعرفة (دمشق)، مجلة الأقلام (بغداد)، مجلة البيان (الكويت)، مجلة العربي (الكويت)، مجلة الفيصل (الرياض)، مجلة اليمامة (الرياض)، مجلة دعوة الحق (الرباط)، مجلة الثقافة المغربية (الرباط).
وترك السلاوي قرابة خمسين كتاباً من أبرزها «المسرح المغربي من أين وإلى أين»، و«الاحتفالية في المسرح العربي»، و«المسرح المغربي، البدايات والامتداد»، و«أعلام التشكيل العربي بالمغرب»، و«الحروفية والحروفيون في التشكيل المغربي»، و«التشكيل المغربي بصيغة المؤنث».
كما صدر له «مئة عام من الإبداع التشكيلي بالمغرب»، و«الشعر المغربي، مقاربة تاريخية»، و«تضاريس الزمن الإبداعي»، و«السياسة الثقافية في المغرب الراهن»، و«هل دقت ساعة الإصلاح؟»، و«المغرب: الأسئلة والرهانات» وغيرها.

## جوائز
- الميدالية الذهبية عن أبحاثه في الفن التشكيلي المغربي من البنيالي العالمي للفنون التشكيلية بالقاهرة، سنة 1983.
- جائزة معرض الكتاب العربي، دمشق، الجمهورية العربية السورية عن كتابه التشكيل المغربي بين التراث والمعاصرة سنة 1984.
- الدرع الثقافي لجمهورية مصر العربية من (المركز الثقافي المصري، الرباط) سنةً 2012.
- جائزة النقد التشكيلي، من مهرجان ربيع سوس التشكيلي، أكادير سنة 2013.
- الجائزة الوطنية الكبرى للصحافة والإعلام بالمغرب، عن وزارة الاتصال، الرباط سنة 2016.[4] [5]

## وفاته
توفي السلاوي يوم الأربعاء 5 أغسطس 2020 في طنجة بسبب مرض فيروس كورونا 2019، حيث نُقل إلى غرفة الإنعاش بمستفى محمد السادس بطنجة متأثرا بأعراض فيروس كوفيد 19، قبل أن يفارق الحياة عن عمر 80 سنة.